# عين (حرف)
العين «ع» هو الحرف الثامن عشر (18) بالترتيب الهجائي والسادس عشر (16) بالترتيب الأبجدي من الأبجدية العربية. تلفظ [ʕ] بصوت حلقي احتكاكي مجهور. قيمته تساوي (75) في حساب الجمل. وليس للعين مقابل في الإنجليزية.
| عين الفينيقي | عَين الجعزي | عايِن العبري | عين العربي | ع السرياني | عي الارامي | عِن السامري |
| 𐤏            | ዐ          | ע           | ع          | ܥ          | 𐡏          | ࠏ          |

## عين العربية

### تاريخ
معركة عين جالوت وقعت في 3 سبتمبر 1260م، وتعد من أهم المعارك الفاصلة في تاريخ العالم الإسلامي ، وقد انتصر فيها المسلمون انتصارا ساحقا على المغول .

### كتابة
| الموقع من الكلمة: | معزول | بدائي | وسطي | نهائي |
| ----------------- | ----- | ----- | ---- | ----- |
| شكل الحرف:        | ع     | عـ    | ـعـ  | ـع    |

### عين في لغات البرمجة
| Your Browser      | ع                 |
| Index             | U+0639 (1593)     |
| Class             | Other Letter (Lo) |
| Block             | Arabic            |
| Java Escape       | "\u0639"          |
| Javascript Escape | "\u0639"          |
| Python Escape     | u'\u0639'         |
| HTML Escapes      | &#1593; &#x0639;  |
| URL Encoded       | q=%D8%B9          |
| UTF8              | d8 b9             |
| UTF16             | 0639              |

### في الأسماء
بعض الأسماء التي تبدأ بحرف العين في العقيدة الإسلامية هي أحب الأسماء إلى الله ، كما جاء في حديث نبوي : "عن ابن عمر  أن رسول الله ﷺ قال: «أَحَبُّ الْأَسْمَاءِ إِلَى اللَّهِ عَبْدُ اللَّهِ وَعَبْدُ الرَّحْمَنِ» سنن الدارمي".

#### بعض الأسماء التي تبدأ ب «حرف العين»
- عثمان
- عقيل
- علي
- عمر
- عادل
- عاصم
- عامر
- عمرو

### جغرافيا
- عين الترك في الجزائر: مدينة جزائرية بولاية وهران.
- عين الترك في الجزائر: مدينة جزائرية بولاية البويرة.
- العين في الإمارات: مدينة تقع في إمارة أبوظبي في دولة الإمارات العربية المتحدة.
- العين في لبنان: قرية في قضاء بعلبك اللبناني.
- العين في تونس: مدينة بولاية صفاقس بالجمهورية التونسية.
- العيون في الجزائر: مدينة جزائرية بولاية تيسمسيلت.
- العيون في الجزائر: مدينة جزائرية بولاية الطارف.
- العيون في السعودية: ثالث مدن محافظة الأحساء بالمنطقة الشرقية في المملكة العربية السعودية.
- العيون في السعودية: أحد أحياء المدينة المنورة.
- العيون في المغرب: من أكبر مدن الصحراء الغربية.
- العيون في تونس: مدينة بولاية القصرين بالجمهورية التونسية.
- عيون في لبنان: قرية لبنانية في قضاء المتن في محافظة جبل لبنان.
- العيون في الكويت: مدينة في الكويت تابعة لمحافظة الجهراء.
- العيون في موريتانيا: مدينة موريتانية وعاصمة ولاية الحوض الغربي.
- في العراق ناحية عين التمر في محافظة كربلاء وهي واحة في الصحراء العراقية الغربية.
- في سوريا ناحية عين العرب التابعة لمحافظة حلب وتقع في الشمال الشرقي من مدينة حلب عند الحدود التركية.
- في سوريا رأس العين مدينة وناحية تابعة لمدينة الحسكة وتشتهر بكثرة العيون المائية (الينابيع).

## عايِن العبري
الحرف ע «ע"ין» «عايِن» بالعبرية يأتي ترتيبه الحرف السادس عشر (16) بحسب الترتيب الأبجدي ويكتب:
| خطوط الطباعة | خطوط الطباعة | خطوط الطباعة | بخط اليد في العبرية الحديثة | خط راشي |
| Serif        | Sans-serif   | Monospaced   | بخط اليد في العبرية الحديثة | خط راشي |
| ------------ | ------------ | ------------ | --------------------------- | ------- |
| ע            | ע            | ע            |                             |         |

## في اللغات الأخرى
- في اللغة الصومالية يُكتب c ويُلفظ كالعين العربية.

## أخرى
- في الإمارات العين: نادٍ رياضي من مدينة العين الإماراتية.
- في الإمارات العين براديس: حديقة عامة.